# 戦争の犬たち (1980年の映画)
『戦争の犬たち』は、1980年に公開された日本の自主製作映画。
インドシナ半島を舞台とした日本人傭兵と現地ゲリラの争いを描いたフィクション映画である。傭兵・ゲリラと表現は異なるが、双方共に不正規戦争で戦闘を行う立場である。全編35mmフィルム撮影、海外ロケーションなどインディーズ映画としては破格の規模で製作されており、佐藤慶や青木義朗などメジャー級の俳優も多数出演している。

## あらすじ
インドシナ半島ラオタイ国のゲリラに2名の日本人科学者が誘拐される。日本企業と日本政府は元自衛隊員で現在は海外傭兵業をしている吉成に科学者救出を依頼する。山本は吉成の勧誘を受け、雷電、李など世の中に悲観した者たちと共に人質奪還作戦のメンバーに参加する。訓練を終えた山本たちはラオタイ国に向かい、ゲリラからの人質奪還作戦を開始する。作戦準備・遂行の中で作戦リーダーの吉成はメンバーを理不尽な理由で殺害し、山本もゲリラとの戦闘で殺人・戦争に対する忌避感を失っていく。日本人科学者を奪還するもゲリラからの追跡を受け、吉成により残っていた李も見殺しされる。逆上した山本は日本人科学者に発砲・射殺する。山本はゲリラから逃げて山中をさまよい、瀕死の吉成に出くわす。山本は李のナイフで吉成を刺殺し、なお山中をさまよい続ける。

## キャスト
山本
演 - 飯島洋一
戦争マニアの無職男性。吉成に勧誘され戦闘訓練を行い、ゲリラからの人質救出に加わる。ゲリラとの争いの中で正常な思考を失い、救出した人質に発砲、吉成を刺殺する。
吉成
演 - 青木義朗
元自衛隊員の海外傭兵。政府からゲリラからの人質奪還の依頼を受けて、山本などの戦闘訓練およびゲリラと争いの指揮を取る。
李
演 - 清水宏
山本と仲の良い奪還メンバーの一人。人質奪還後、ゲリラの追跡を受けている最中に吉成に見殺しにされる。
ラモソン
演 - 港雄一

本多
演 - 椎谷建治

グエン
演 - 泉谷しげる

雷電
演 - 安岡力也

小暮
演 - たこ八郎

ゲリラ
演 - 所ジョージ

部落長
演 - 梅津栄

政府要人
演 - 草薙幸二郎

会社社長
演 - 佐藤慶

## スタッフ
- 脚本・監督 - 土方鉄人
- 製作 - 小泉作一
- プロデューサー - 飯島洋一
- 撮影 - 伊東英男
- 照明 - 磯貝誠
- 美術 - 鈴木文男
- 録音 - 斉藤恒夫
- 編集 - 高城哲
- 効果 - スワラプロダクション
- 音楽 - 泉谷しげる
- 助監督 - 成田裕介
- 製作 - アサルト・プロダクション